# Siège de Fort Stanwix
Guerre d'indépendance des États-Unis
Le siège de Fort Stanwix (également connu à cette époque sous le nom de Fort Schuyler) débute le 2 août 1777 et se termine le 22 août. Fort Stanwix, dans la vallée de la Rivière Mohawk, était alors le principal poste de défense de l'Armée continentale contre les forces britanniques et amérindiennes alignées contre elle dans la guerre d'indépendance des États-Unis. Le fort était occupé par des troupes de l'Armée continentale venant de l'État de New York et du Massachusetts, sous le commandement du colonel Peter Gansevoort. La force assiégeante était composée de réguliers britanniques, de loyalistes américains, de soldats hessois de Hesse-Hanau et d'Amérindiens, sous le commandement du brigadier-général britannique Barry St. Leger et du chef iroquois Joseph Brant. L'expédition de St. Leger était une diversion en appui à la campagne du général John Burgoyne visant à prendre le contrôle de la vallée de l'Hudson.
Une tentative de secours est déjouée au début du siège lorsqu'une force de miliciens de New York menée par Nicholas Herkimer est stoppée dans la bataille d'Oriskany du 6 août par un détachement des forces de St. Leger. Bien que cette bataille n'implique pas la garnison du fort, certains de ses occupants font une sortie et pillent les campements presque déserts des Amérindiens et des loyalistes, ce qui a porté un coup au moral à la force de soutien amérindienne de St. Leger. Le siège est finalement rompu lorsque des renforts américains sous le commandement de Benedict Arnold approchent, et Arnold use de la ruse avec l'assistance d'un proche parent d'Herkimer, Hon Yost Schuyler, pour persuader les assiégeants qu'une force beaucoup plus importante est en train d'arriver. Cette désinformation, combinée avec la perte de combattants amérindiens peu intéressés par la guerre de siège et contrariés par la perte de leurs effets personnels, conduit St. Leger à abandonner ses efforts et à se retirer.
L'échec de St. Leger à avancer jusqu'à Albany contribue à la reddition de Burgoyne à la suite des batailles de Saratoga en octobre 1777. Bien qu'il atteigne Fort Ticonderoga à la fin du mois de septembre, l'arrivée de St. Leger en ce lieu est trop tardive pour être d'une aide quelconque à Burgoyne.